# Зябинское сельское поселение
Зябинское сельское поселение — муниципальное образование со статусом сельского поселения в 
Братском районе Иркутской области России. Административный центр — село Зяба.

## Демография
По результатам Всероссийской переписи населения 2010 года
численность населения муниципального образования составила 1004 человека, в том числе 480 мужчин и 524 женщины.

## Населённые пункты
- посёлок Зяба
- посёлок Боровской
- посёлок Пашенный
- посёлок Подъвыездный